# Tarevo
Tarevo (en cyrillique : Тарево) est un village de Bosnie-Herzégovine. Il est situé dans la municipalité de Kladanj, dans le canton de Tuzla et dans la fédération de Bosnie-et-Herzégovine. Selon les premiers résultats du recensement bosnien de 2013, il compte 897 habitants.

## Démographie

### Évolution historique de la population
| 1948 | 1953 | 1961 | 1971 | 1981  | 1991  | 2013 |
| ---- | ---- | ---- | ---- | ----- | ----- | ---- |
| -    | -    | 667  | 958  | 1 175 | 1 044 | 897  |

|  |

### Communauté locale
En 1991, la communauté locale de Tarevo comptait 1 184 habitants, répartis de la manière suivante :